# Se mig nu (sang)
 For alternative betydninger, se Se mig nu. (Se også artikler, som begynder med Se mig nu)
"Se mig nu" er en single af den danske sanger Gulddreng, udgivet i 2016. Det er en direkte opfølger til hans debutsingle "Model". Sangen gør blandt andet grin med rappere som TopGunn, Gilli, Kesi og Kidd, med andre kendte såsom Citybois, Niklas Bendtner, Christopher, samt et af sommeren 2016s største hits i Danmark, "Nede Mette".

## Komposition
Sangen er skrevet Gulddreng(Malte Fynboe Manniche Ebert) og Alexander Ørum-Madsen. 

## Kesi
Efter udgivelsen af sangen har Gulddreng undskyldt til Kesi for at nævne hans mor i sangen.
| Citat     | "Man kan lave sjov med mange ting, men det er ikke sjovt, når man blander familie ind i noget." | Citat |
| Gulddreng |                                                                                                 |       |

## Hitlister
| \| Hitliste (2016) \| Højeste placering \| \| ------------------------- \| ----------------- \| \| Danmark (Track Top-40)[3] \| 1 \| |                   |
| Hitliste (2016) | Højeste placering |
| Danmark (Track Top-40) | 1                 |